# Gottmannsbühl
Gottmannsbühl ist ein Ortsteil der baden-württembergischen Gemeinde Kressbronn am Bodensee im Bodenseekreis in Deutschland.

## Geographie

### Lage
Der Ortsteil Gottmannsbühl liegt rund ein Kilometer nordöstlich der Kressbronner Ortsmitte, südlich der in den 1990er Jahren neugebauten Bundesstraße 31, zwischen den anderen Ortsteilen Berg im Norden, Döllen im Osten und Gattnau im Südosten, auf einer Höhe von etwa 440 m ü. NHN.
Zu Gottmannsbühl gehören die Flurstücke Maräzhalde, Ob der Maräz und Töbele.

### Gewässer

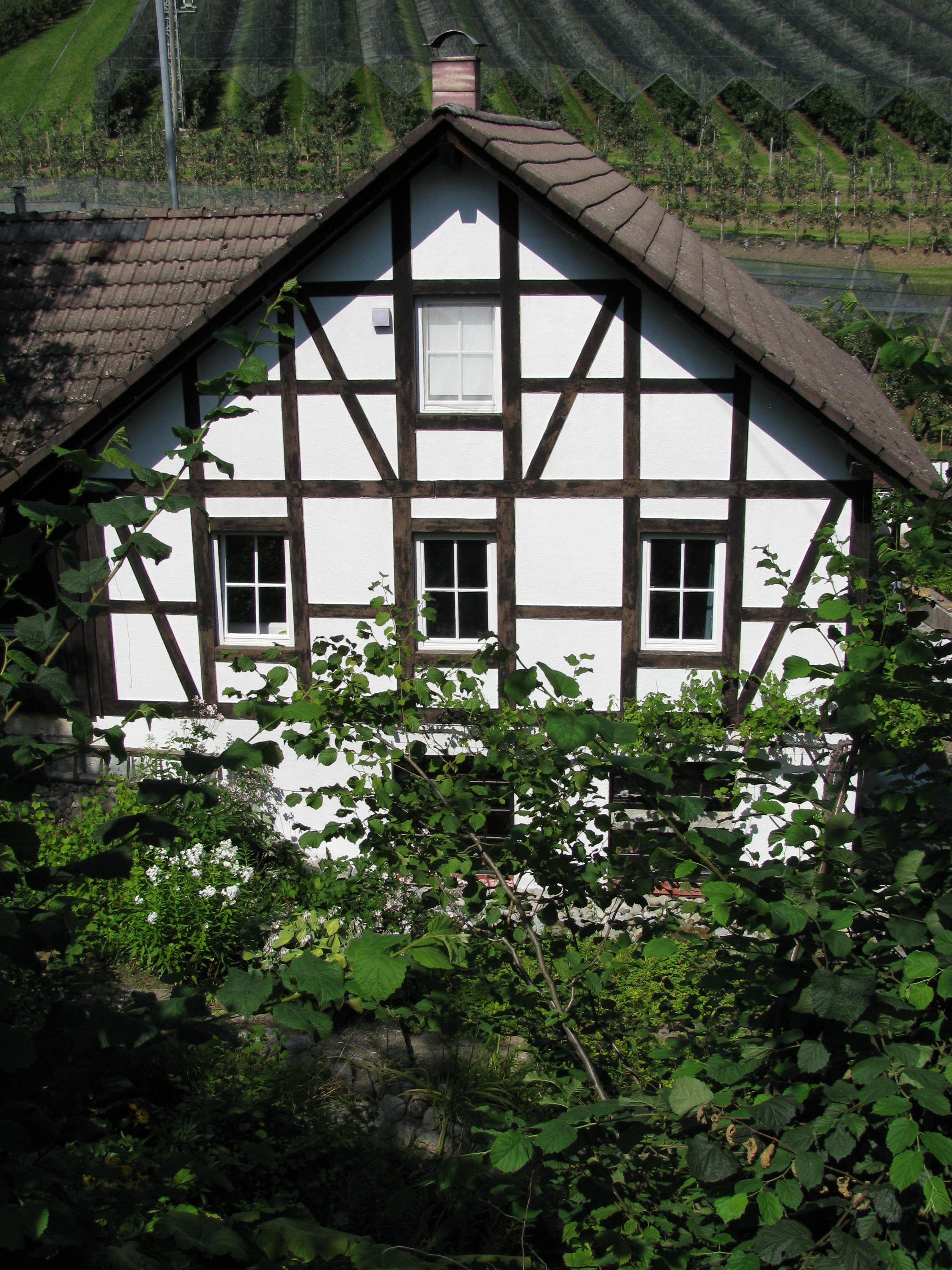
Ehemalige Hammerschmiede

Der sich unterhalb des Längenbergs bei Riedensweiler sammelnde Fallenbach, fließt, von Döllen kommend, durch Gottmannsbühl. Früher trieb er hier eine Hammerschmiede mit der Kraft seines Wassers an. Heute führt sein Wasser nach Schneeschmelze oder Unwettern häufig zu heftigen Überschwemmungen in der Kressbronner Ortsmitte, wo er, kurz vor der Bahnstrecke Friedrichshafen–Lindau, dem Nonnenbach zufließt.

## Geschichte
1838 wird Gottmannsbühl noch zu Hemigkofen, das 1934, zusammen mit Nonnenbach, zur heutigen Gemeinde Kressbronn erhoben wird, gerechnet. Zwei entfernt voneinander gelegene Einödhöfe sind zu der Zeit verzeichnet.

## Verkehr
Die südlich verlaufende Kreisstraße 7705 verbindet Gottmannsbühl mit Kressbronn sowie über Gattnau und Poppis mit dem bayerischen Bechtersweiler und Unterreitnau.

### Wanderwege

#### Bauernpfad
Etwas nördlich, an der Straße nach Berg, beginnt der Kressbronner Bauernpfad. Zum zehnjährigen Jubiläum der Initiative Jahr des Bauern wurde der ehemalige Obst- und Weinlehrpfad am 16. Juni 2007 nach monatelanger Arbeit, Neukonzeption, Umgestaltung und Erweiterung von der Gemeinde, zusammen mit den einheimischen Landwirten und Landfrauen, neu eröffnet. Auf einem rund zweieinhalb Kilometer langen Rundweg zwischen den Ortsteilen Berg - hier Parkplatz - Gottmannsbühl und Atlashofen erfährt der Besucher auf Informationstafeln viel Wissenswertes zu den Themen Landschaft, Wein, Obst, Hopfen, Wald, Milch- und Viehwirtschaft. Abgerundet wird das Angebot durch eine Duftbox, Spielgeräte und ein Hopfen-Kletterturm für die jüngeren Besucher.